# Louis-Édouard Glackemeyer
Louis-Édouard Glackemeyer, né le 7 décembre 1793 et mort le 9 février 1881 à Québec, est un notaire bas-canadien.

## Biographie
Il est le fils du musicien Frédéric-Henri Glackmeyer. Son beau-père est Étienne-Claude Lagueux.
En 1873, il devient président de la Chambre des notaires de la province de Québec.